# آزید کلر
آزید کلر (به انگلیسی: Chlorine azide) با فرمول شیمیایی ClN۳ یک ترکیب شیمیایی با شناسه پاب‌کم ۶۱۷۰۸ است. که جرم مولی آن ۷۷٫۴۷۳۱ g/mol می‌باشد. شکل ظاهری این ترکیب، مایع زرد و نارنجی است.